# 阿塔坎·卡拉佐尔
阿塔坎·卡拉佐尔（德語：Atakan Karazor，1996年10月13日—）是一位土耳其裔德国足球运动员，自2019-20赛季起效力于德甲俱乐部斯图加特，于场上司职防守中场。

## 球员生涯

### 俱乐部
作为拥有土耳其血统的德国球员，卡拉佐尔最早是在家乡埃森的黑白埃森开始踢球。16岁时，他转投波鸿青训营，在那里接受了三年的训练。2015年，普鲁士多特蒙德留意到这位身材高大的中场球员，遂将他签入该俱乐部的U-23梯队。在黄黑军团，卡拉佐尔得以参加西部地区联赛，很快他便成为主力球员，在两个赛季中出场59次，并在2015年10月4日以2比0战胜科隆二队的比赛中进球。然而，他也因强悍的踢法和随之而来的多次警告而引起了人们的注意。
尽管卡拉佐尔于2016年秋季便获得了职业合同，但仅跟随多特蒙德一线队参加过测试赛。这促使他于2017年夏天从鲁尔区远走北方，加盟德乙俱乐部荷尔斯泰因基尔，并签署了一份为期三年的合同。卡拉佐尔在季前赛中脚踝韧带受伤，11月康复后才入选大名单，随后于2018年1月23日在主场以2比2战平柏林联的比赛中首发登场，完成职业赛事首秀。他于2018-19赛季打进了自己的首个职业进球，于2月17日在荷尔斯泰因体育场对阵格罗伊特菲尔特的比赛中扳平比分，此后又于4月14日在客场以1比1逼平因戈尔施塔特04的比赛中再入1球。
2019-20赛季，卡拉佐尔转会至刚从德甲降级的斯图加特，并签订了一份期至2023年届满的合同。据报道，新东家需要向基尔支付80万或100万欧元的转会费。在时任主教练佩莱格里诺·马塔拉佐麾下，这位埃森球员成长为一名可靠的防守中场，并且可在马克-奥利弗·肯普夫和霍尔格·巴德施图伯缺席时，也出任中后卫。在卡拉佐尔参与防守的9场比赛中，斯图加特仅丢6球。他在铲球方面的出色表现和传球准确性也受到了俱乐部的称赞。在第33轮客场以6比0战胜纽伦堡的比赛中，尽管他是队内三人防守体系中唯一的中后卫，但仍然射入2球。这场大胜让施瓦本球队在最后一轮比赛之前就几乎确定升级。作为亚军，卡拉佐尔随斯图加特最终重返德国顶级联赛。
2022年5月19日，卡拉佐尔与斯图加特续约至2026年6月。他于同年夏天在西班牙被捕并获保释后，重返训练和比赛；俱乐部让他出场的决定得到体育主管斯文·米斯林塔特的支持，后者引用了无罪推定的原则。在以德甲亚军结束的2023-24赛季中，他参加了34场联赛中的33场（因黄牌停赛缺席了1场）和4场德国足协杯比赛。2024年6月12日，卡拉佐尔将他与俱乐部的合同延长至2028年6月。在其前任瓦尔德马·安东转会后，卡拉佐尔于2024年夏天被任命为斯图加特新队长。同年12月6日，在德甲已连续117场颗粒无收的情况下，他于主场战胜柏林联的比赛中射入个人德甲首粒入球，将比分最终锁定为3比2。

### 国家队
卡拉佐尔有资格代表德国或土耳其参加国际比赛，他最终选择了后者。2024年10月，卡拉佐尔首次获时任主教练的溫琴佐·蒙特拉召入土耳其国家队，但未获出场。

## 个人生活
2022年6月11日，斯图加特通过俱乐部网站证实，卡拉佐尔在西班牙伊维萨岛度假期间因涉嫌性侵一名18岁女性而被捕。他被还押候审，调查仍在继续；西班牙法律允许最长两年的审前拘留。7月21日，卡拉佐尔在缴纳5万欧元保释金后获释，并获准离开西班牙，因为德国与西班牙的执法合作以及其职业生涯使他潜逃到第三国的风险较低。

## 榮譽
斯圖加特
- 德國足協盃冠軍：2024–25